# سفارة الأردن في النمسا
سفارة الأردن في النمسا هي أرفع تمثيل دبلوماسي لدولة الأردن لدى النمسا. تقع السفارة في فيينا وهي تهدف لتعزيز المصالح الأردنية في النمسا.

## وصلات خارجية
- قائمة سفارات الأردن
- قائمة السفارات في النمسا